# 卡尔当
卡尔当（法語：Cardan，法語發音：[kaʁdɑ̃]）是法国吉伦特省的一个市镇，属于朗贡区。

## 地理
卡尔当（44°40'46"N, 0°19'21"W）面积4.25 平方千米，位于法国新阿基坦大区吉倫特省，该省份为法国西南部沿海省份，是法國本土面积最大的省，北起滨海夏朗德省，西临大西洋，南至朗德省，东南接洛特-加龍省，东临多爾多涅省。
与卡尔当接壤的市镇（或旧市镇、城区）包括：卡皮扬、里翁、苏利尼亚克、维勒纳夫德里翁。

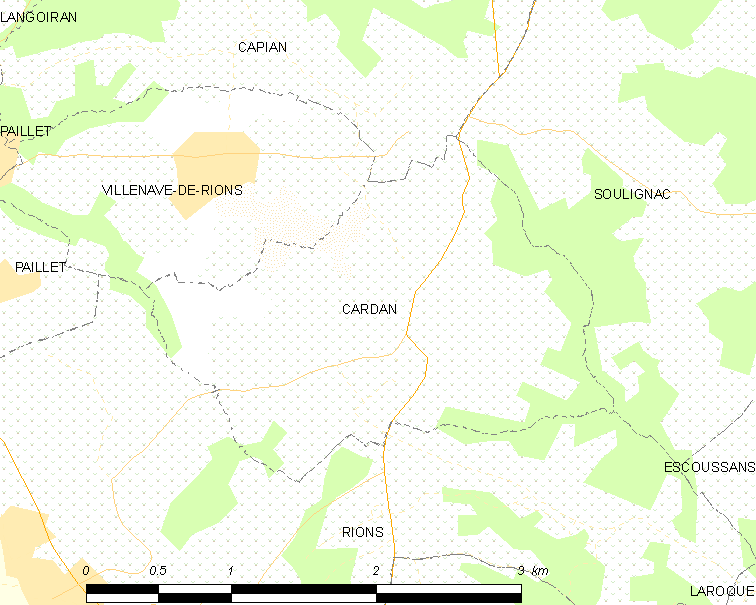
卡尔当的OSM定位图

卡尔当的时区为UTC+01:00、UTC+02:00（夏令时）。

## 行政
卡尔当的邮政编码为33410，INSEE市镇编码为33098。

## 政治
卡尔当所属的省级选区为海间县。

## 人口

1962-2008年间卡尔当人口变化图示

卡尔当于2022年1月1日时的人口数量为511人。